# The Stranglers
Vous lisez un « article de qualité » labellisé en 2013.
The Stranglers est un groupe rock britannique, originaire de Guildford, Surrey, en Angleterre. Difficilement réductibles à un style musical, les Stranglers ont évolué d'album en album, passant par le rock, le post-punk, le rock électronique, la new wave et le pop rock, avec des incursions dans le jazz, le reggae, la soul ou encore le rhythm and blues. Leur son est caractérisé par la basse à la fois mélodique et agressive de Jean-Jacques « JJ » Burnel et par les rapides arpèges de Dave Greenfield, joués indifféremment sur orgue Hammond, synthétiseur, piano ou clavecin.
Apparu un peu avant la première vague punk à laquelle il a été associé, il est formé à l'origine de Jet Black (batterie), Jean-Jacques « JJ » Burnel (basse, chant), Hugh Cornwell (guitare, chant) et Dave Greenfield (claviers, chant).
Le groupe a existé dans cette configuration pendant seize ans avant de connaître le départ d'un de ses membres fondateurs, Hugh Cornwell. En tant que guitariste, il a été remplacé deux fois : en 1990, par John Ellis et en 2000, par Baz Warne. Un chanteur, Paul Roberts, s'est ajouté à la formation entre 1990 et 2006, prenant en charge les parties vocales que se partageaient jusque-là Hugh Cornwell, Jean-Jacques Burnel et Dave Greenfield. Depuis 2006, le groupe est revenu à sa forme originelle de quatuor. Au milieu des années 2010, Jet Black a été contraint d'arrêter de tourner avec le groupe, en raison de problèmes de santé et de son âge, et il a été remplacé par Jim Macaulay.
Sur scène et en studio, les Stranglers, ou du moins leur première formation jusqu'en 1990, se sont distingués par un humour provocateur et pas toujours très bien compris. Groupe très populaire en Grande-Bretagne, ils sont parvenus à placer vingt-trois singles et dix-huit albums dans le top 40 britannique. En France, c'est JJ Burnel, né à Londres de parents français, qui a fait et qui continue à faire le lien avec le public.
En septembre 2014, les Stranglers entrent dans leur cinquième décennie d'existence, ce qui en fait un des groupes les plus durables de la scène rock et l'un des très rares issus du mouvement punk à n'avoir jamais cessé d'exister. S'aventurant souvent en dehors des trois minutes de rigueur durant le punk, cherchant de nouvelles voies, ils ont défriché le terrain pour beaucoup d'autres groupes, de la fin des années 1970 jusqu'à aujourd'hui.

## Biographie

### Années de formation (1974–1976)

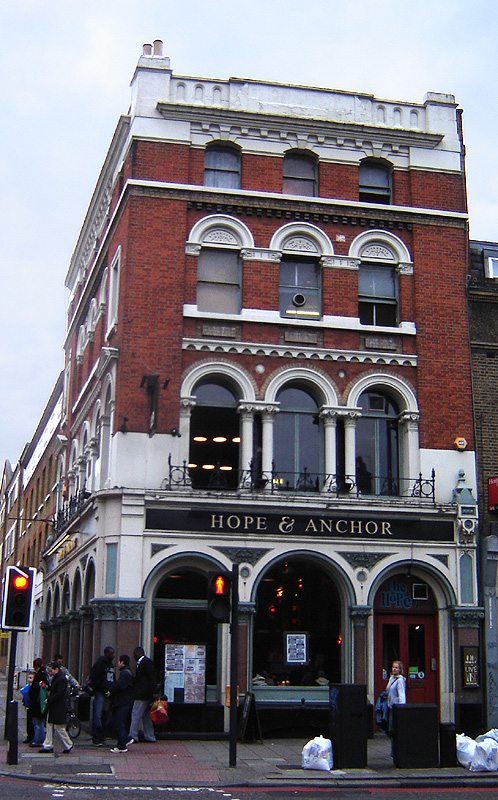
Le pub Hope and Anchor à Londres où les Stranglers jouent régulièrement à partir de décembre 1975.

Jet Black et Hugh Cornwell sont à l'origine de la formation des Stranglers. À la fin de l'année 1973, Hugh Cornwell rentre de Suède avec Johnny Sox, le groupe qu'il a formé durant ses années d'étude sur place. Le groupe est alors composé d'un Suédois et de deux déserteurs américains. Ils s'installent à Londres et commencent à tourner dans le circuit des pubs. Hugh Cornwell a fait partie, durant son adolescence, d'un groupe amateur avec Richard Thompson, futur Fairport Convention, qui est aussi un de ses camarades de collège.
De son côté, Jet Black essaie vainement de former un groupe à Guildford, la petite ville du sud de l'Angleterre où il habite. Jet est un ancien batteur de jazz qui a eu une carrière semi-professionnelle au tournant des années 1950-1960, avant de raccrocher les baguettes. Au cours de l'année 1973, il passe une petite annonce dans le Melody Maker et auditionne plusieurs musiciens dont la motivation ou le talent se révèlent défaillants. Changeant de tactique, il répond alors à l'annonce que les membres de Johnny Sox, dont le batteur vient de quitter le groupe, ont passée. Jet Black leur propose de venir vivre et répéter à Guildford, chez lui.
Quelque temps après, ce sont le bassiste et le chanteur qui décident, à leur tour, de rentrer en Suède. Le bassiste est remplacé par Jean-Jacques Burnel, que le groupe a rencontré quelques semaines auparavant, après que JJ eut pris le chanteur du groupe en stop. Jean-Jacques Burnel a une formation de guitariste classique, mais n'a jamais joué ni de la basse électrique ni au sein d'un groupe de rock. Il commence à répéter avec eux en avril 1974. Hugh Cornwell fait alors appel à Hans Warmling, un multi-instrumentiste et compositeur qui faisait partie de Johnny Sox en Suède. Ensemble, ils écrivent Strange Little Girl. Le groupe répète et compose assidûment. Il tourne dans les clubs de la région, sous plusieurs noms, avant d'adopter celui de Guildford Stranglers, puis The Stranglers. Jet Black enregistre ce dernier nom le 11 septembre 1974, date considérée, depuis lors, comme la date de naissance du groupe.
Fatigué de devoir jouer une bonne part de reprises lors de leurs concerts alors qu'ils ont suffisamment de compositions originales, Hans Warmling repart au bout de six mois. Il est remplacé, en juillet 1975, par le claviériste Dave Greenfield. Guitariste à l'origine, Dave s'est formé tout seul aux claviers. C'est un musicien professionnel qui a joué dans plusieurs groupes et a écumé le circuit des bases militaires américaines en Allemagne. Lui aussi a répondu à une annonce passée dans le Melody Maker qui demandait un clavier pour un groupe de « soft rock ». Hugh Cornwell dira plus tard que Dave a été embauché parce que le son de son orgue lui faisait penser aux Doors dont Hugh et JJ étaient fans. Selon leur premier manager, c'est l'arrivée de Dave qui permet au groupe de trouver sa cohésion.
« Soft rock » : comme en témoignent les premières démos de 1974, le son du groupe est en effet beaucoup moins « dur » qu'il ne le deviendra lors de l'enregistrement de leur premier album. La démo de Strange Little Girl qui y figure se révèle assez proche de l'enregistrement qu'ils en feront en 1982. Leurs influences déclarées couvrent à la fois le style des groupes de rock mélodique des années 1960 (Doors, Love, The Kinks, The Beach Boys) ainsi que celui de groupes plus expérimentaux des années 1960 et 70 (Captain Beefheart, The Velvet Underground, Pink Floyd, Can et Kraftwerk). JJ Burnel apporte une tonalité plus blues, Hugh Cornwell plus psychédélique et Dave Greenfield une touche de rock progressif.
À la fin de l'année 1975, ils signent un contrat avec l'agence de management Albion qui contrôle virtuellement le circuit pub rock à Londres. C'est grâce à elle qu'ils peuvent débuter à Londres, enchaîner 191 concerts pour la seule année 1976, faisant d'ailleurs la première partie de Patti Smith, en mai, puis celle des Ramones, le 4 juillet, lors d'un concert qui célèbre l'anniversaire de l'indépendance des États-Unis. C'est d'ailleurs cette première partie, combinée à l'influence de Dr Feelgood, qui les incite à accélérer leur tempo dans un contexte où les premiers groupes punk apparaissent dans la capitale anglaise. On croise alors, dans leurs concerts, des membres de groupes du futur mouvement punk (Joe Strummer, Steve Jones et Paul Cook, Chrissie Hynde).

### Explosion punk et post punk (1977–1979)

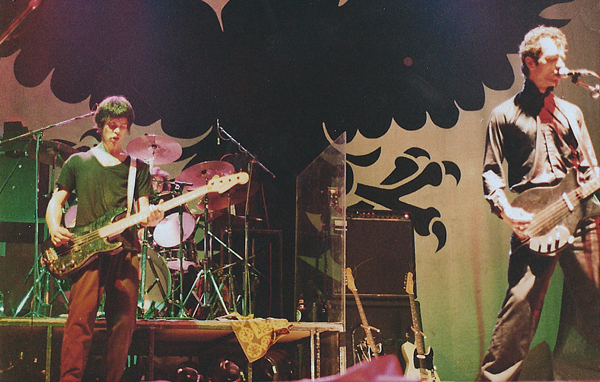
Les Stranglers en concert au Palace à Paris en 1979.

Après avoir été refusés par pas moins de vingt-quatre maisons de disques au cours des deux années précédentes, les Stranglers signent leur premier contrat avec United Artists le 6 décembre 1976. Le groupe s'enferme dans le studio londonien TW, avec Martin Rushent (producteur) et Alan Winstanley (ingénieur du son), pour enregistrer une quinzaine de titres qui constitueront le premier single (Get A) Grip (On Yourself), le premier album Rattus Norvegicus et une bonne moitié du deuxième No More Heroes, le tout sur une durée de six jours. Grip sort en janvier 1977 et se classe à la 44e place des charts britanniques. Rattus Norvegicus, publié en avril, grimpe à la 4e place.
Dans la foulée, le groupe démarre une tournée de quarante-deux dates en Grande-Bretagne (dont une partie est annulée) et commence à s'aventurer sur le continent européen (France, Pays-Bas, Allemagne, Suède). Les concerts en province dégénèrent souvent, pour eux comme pour les autres groupes punk : de nombreuses bagarres sont déclenchées par des fans d'autres styles de rock, des skinheads, des supporters de foot ou de simples habitants scandalisés par ce mouvement venu de Londres et dont le but est effectivement de choquer. Mais les Stranglers affrontent cette violence, aidés de leur « armée privée » constituée de fans londoniens qui les suivent depuis la fin 1976 et surnommée les Finchley Boys. La violence dans les concerts se prolongera durant la première partie des années 1980, coûtant souvent beaucoup d'argent au groupe qui doit rembourser les dégâts occasionnés par son public.
En juin 1977, le groupe retourne en studio pour enregistrer la seconde moitié de son deuxième album de l'année No More Heroes. Celui-ci sort en septembre et se classe à la 2e place des charts britanniques. L'album contient deux singles dont JJ Burnel dira qu'ils étaient des réactions au punk au cours de l'été 1977 : Something Better Change et No More Heroes. Ils enchaînent avec une nouvelle tournée de quarante-sept dates en Grande-Bretagne et en Irlande.
Les deux premiers albums sont généralement bien reçus par la presse spécialisée anglaise. Toutefois, une critique mitigée de No More Heroes, dans le magazine Sounds, vaut à son auteur de recevoir une correction en public de la part de JJ Burnel. Cette anecdote illustre à la perfection les relations des Stranglers avec la presse anglaise jusqu'aux années 2000, les journalistes leur reprochant tour à tour d'être misogynes, racistes, fascistes, trop vieux, pas assez punks, trop punks… et les Stranglers répondant par la violence physique ou, essentiellement, verbale. Une interview avec les Stranglers ressemble souvent à un match de ping-pong verbal, au cours duquel les interviewés (et en particulier JJ) testent leur intervieweur, mais non sans humour de part et d'autre.
La presse spécialisée française, quant à elle, les défend depuis le début, préférant se concentrer sur la musique. Rock & Folk évoque No More Heroes en disant que « leur musique est la plus troublante depuis The End, Sympathy for the Devil, Sister Ray, Celluloid Heroes et Helter Skelter. Peut-être la plus belle. En tout cas la plus puissante ». En conséquence, les relations avec les journalistes français seront toujours apaisées.

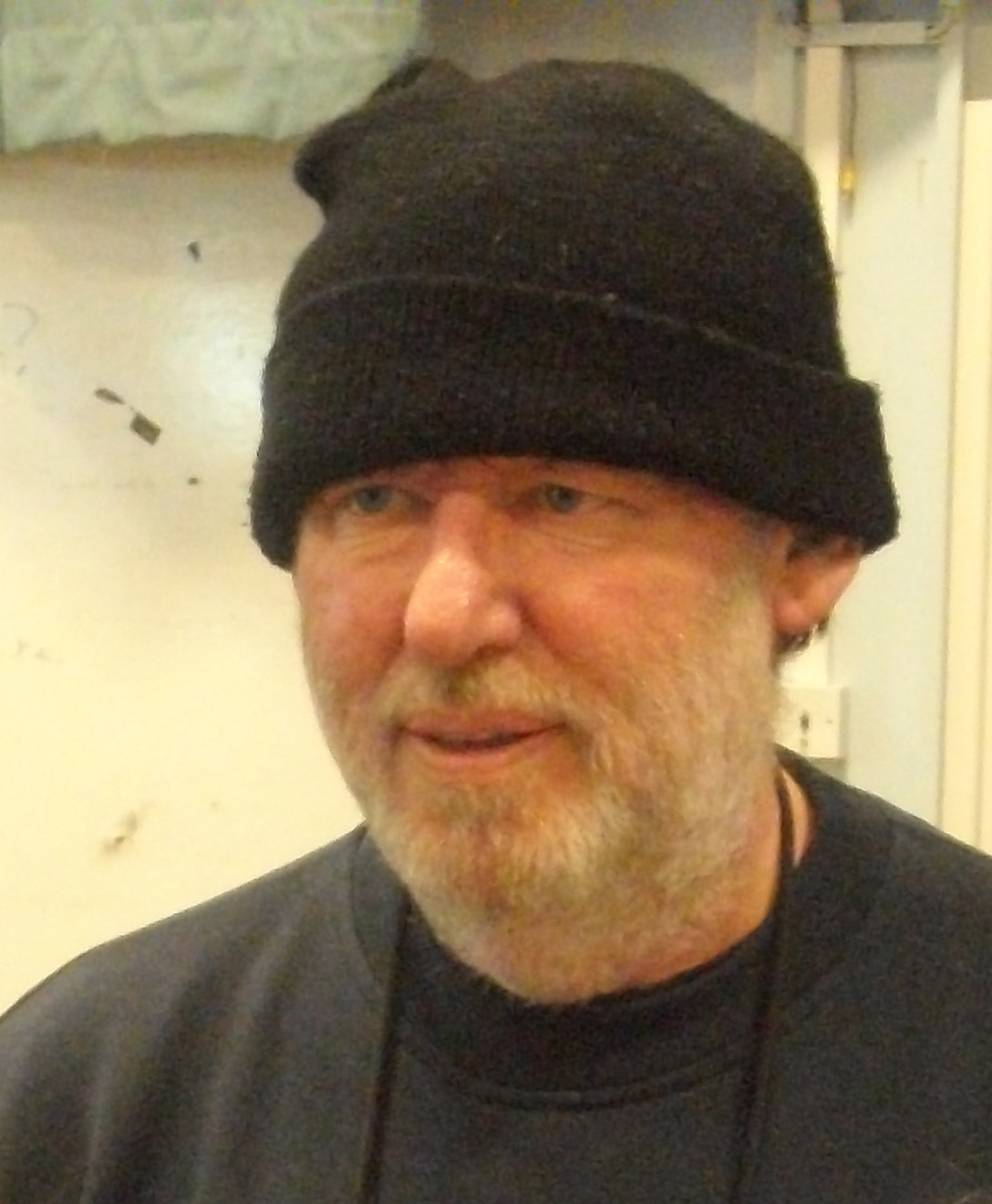
Martin Rushent, producteur des trois premiers albums des Stranglers.

À la fin de l'année 1977, la première vague punk est morte et tout le monde cherche un second souffle musical. Les Stranglers s'enferment alors dans une maison isolée à la campagne, pour écrire les morceaux de leur album suivant. Black and White est enregistré dans la foulée, toujours aux studios TW, toujours avec Martin Rushent comme producteur, et sort en mai 1978. Comme le précédent, il atteint la seconde place du classement des ventes d'albums au Royaume-Uni. En 2001, Hugh Cornwell expliquera : « Je sentais que nous devions faire tomber des barrières et élargir le jugement des gens sur la musique ». Cet opus, que le journaliste John Robb décrit aujourd'hui comme le premier album post punk, renferme des chansons aux ambiances sonores plus sombres et plus synthétiques. Dave Greenfield troque son vieil orgue Hammond pour des synthétiseurs sur la majorité des titres. La critique de l'album, publiée dans le New Musical Express, note : « Musicalement, ce groupe s'est aventuré sur un nouveau territoire : très noir (comme le titre l'indique), très musculeux, très impressionnant ».
Parallèlement à la musique, les sujets traités dans les chansons évoluent aussi : si les deux premiers albums étaient centrés sur la transposition d'expériences personnelles – amoureuses, professionnelles ou musicales – Black and White voit les Stranglers élargir leurs horizons. De Tank qui brocarde le militarisme, à Hey! (Rise of the Robots) qui traite de la robotisation de la société, on retrouve beaucoup de sujets communs à ceux des autres groupes de l'époque, tandis que Sweden (All Quiet on the Eastern Front) qui parle de l'ennui de la vie en Suède ou Death and Night and Blood (Yukio) qui s'inspire de la vie et de l'œuvre de Yukio Mishima, touchent à des thèmes plus personnels au groupe.
Le lancement du disque se fait par l'intermédiaire d'un voyage de presse en Islande, au cours duquel les Stranglers règlent leurs comptes avec un certain nombre de journalistes anglais. Le groupe effectue ensuite une tournée européenne pendant laquelle ils visitent de nouveaux pays (Espagne, Portugal, Yougoslavie, Belgique). En février 1979, ils se rendent pour la première fois au Japon et en Australie. La Nouvelle-Zélande leur ferme ses portes après les incidents qu'ils ont provoqués en Australie (notamment lors d'une interview sur une chaîne de télévision australienne, où ils rejouent une variante du scandale Sex Pistols-Bill Grundy).
En parallèle, le premier album solo de JJ Burnel, Euroman Cometh, enregistré en même temps que Black and White, est publié en avril 1979. En novembre, Hugh Cornwell fait de même avec Nosferatu, enregistré entre Londres et Los Angeles en compagnie de Robert Williams, le jeune batteur du Magic Band de Captain Beefheart.
En septembre sort le quatrième album studio, The Raven, que le groupe a écrit en Italie et enregistré aux studios Pathé Marconi de Paris, entre deux tournées. Cet album signe le divorce du groupe et de son producteur attitré, Martin Rushent, en particulier à cause de la chanson Meninblack, une version ralentie de Two Sunspots (qui figurera sur l'album suivant), sur laquelle la voix de JJ Burnel est passée à travers un harmonizer. Le résultat paraît tellement étrange et tellement anti-commercial au producteur qu'il préfère cesser sa collaboration avec le groupe. Les Stranglers finissent alors l'album avec Alan Winstanley, l'ingénieur du son qui les suit depuis leurs débuts.
En 1997, JJ Burnel reconnaîtra que The Raven est un disque plus accessible que Black and White, ce qui n'exclut pas la complexité des arrangements. Comme le souligne leur biographe, « la moitié des morceaux contient des passages instrumentaux longs et complexes, avant d'arriver au premier couplet, portant le style du groupe plus près du rock progressif que du punk ». C'est aussi, sur le plan des paroles, leur album le plus cosmopolite, voyageant de la Scandinavie (le titre The Raven) à l'Iran (Shah Shah a Go Go) en passant par les États-Unis (Dead Loss Angeles) et l'Australie (Nuclear Device). Hugh Cornwell expliquera en 2001 que cet aspect cosmopolite était le reflet de leurs premières grosses tournées à l'étranger et de ce qu'ils y voyaient. Les critiques de The Raven sont globalement bonnes. Le magazine Sounds écrit : « C'est le meilleur album des Stranglers et probablement (avec celui des Slits, de Fall et des Undertones) un des meilleurs de l'année ». The Guardian parlera en 2007 de « chef-d'œuvre excentrique ». Il se classe 4e au classement des ventes britanniques.
Pour la première fois, l'album ne sort pas simultanément aux États-Unis. A&M, leur maison de disques américaine, a en effet rompu son contrat après le refus du groupe de sortir une compilation des trois premiers albums. C'est le label indépendant IRS qui sortira cinq titres de The Raven, accompagnés des titres de trois 45 tours inédits, sous le titre IV en 1980. JJ Burnel a exprimé des sentiments mitigés sur cette affaire, disant : « Nous n'aurions pas dû foutre en l'air notre relation avec notre maison de disques américaine A&M. En un sens, je suppose que cela a été une bonne et une mauvaise chose. Nous n'aurions pas duré aussi longtemps si nous avions eu du succès aux États-Unis (...) mais nous aurions eu une sécurité financière pour le restant de nos jours ».
La relation des Stranglers avec les États-Unis a toujours été compliquée : entre les tournées effectuées sans, parfois, une sortie américaine à défendre et le boycott de la presse de l'époque, ils n'atteindront jamais, au mieux, qu'un statut de groupe culte. Hugh Cornwell expliquera à ce propos en 2011 : « Les Stranglers avaient tellement de succès en Europe et au Royaume-Uni. On avait une vie facile ici, on n'a pas eu le courage. Nous avons été paresseux. Nous avons manqué d'ambition ». Depuis 2006, c'est lui qui s'applique à tourner régulièrement dans le pays pour promouvoir ses disques solos et faire connaître les disques des Stranglers première mouture. Quant à JJ Burnel, il ne s'est jamais caché d'un certain anti-américanisme qui s'est adouci au fil des ans : « Je suis né juste après que la guerre eut ruiné la Grande-Bretagne et il était difficile de ne pas être attiré par le mode de vie américain – ils avaient de grosses voitures, tout était plus gros et mieux. À un moment, j'ai pensé : je ferais mieux d'être ce que je suis – un authentique Européen – plutôt qu'un Américain d'imitation ».

### Année charnière (1980)
Le titre Meninblack sur The Raven annonce la couleur de l'album suivant. Composé et enregistré, dans divers studios européens, entre janvier et août 1980, The Gospel According to the Meninblack est un ambitieux concept-album qui traite des Men in black. Les Stranglers commencent à s'intéresser à ces voyageurs de l'espace dès 1978, à la suite de Jet Black, et décident d'y consacrer tout un disque sur lequel ils explorent le lien entre les extra-terrestres et les religions humaines. L'enregistrement de cet album marque le point de départ d'une incroyable série de déboires que les Stranglers attribueront à leur tentative de parler de ce sujet délicat.
L'année 1980 commence avec l'arrestation et la condamnation de Hugh Cornwell à huit semaines de prison pour possession de drogue. Puis le groupe est arrêté en juin 1980, à la suite d'un concert qui tourne à l'émeute à l'université de Nice. Plusieurs personnes de leur entourage meurent. À New York, lors de la tournée nord-américaine, le camion qui transportait tout leur équipement est volé et, pour parachever le tout, ils découvrent, un peu tard, que le matériel n'était pas assuré. Leur manager, Ian Grant, qui démissionnera après l'affaire de Nice, a une vision des choses légèrement différente : « Ils prenaient de l'héroïne, ce qui les rendait impossibles à manager. (...) Toutes ces histoires de malchance et de Men in black... la malchance, c'était juste de la bêtise. Le groupe était sur le point de conquérir le monde et la raison pour laquelle ils ne l'ont pas fait est qu'ils ont tout foutu en l'air. J'étais constamment contrarié et frustré ».
L'enregistrement de l'album, pour lequel ils louent les studios les plus coûteux de l'époque, les conduit à utiliser des techniques avant-gardistes pour créer un son que JJ Burnel qualifiera de techno : « Dix-sept ans auparavant [l'interview date de 1997] il n'y avait pas beaucoup de technologie avec laquelle nous pouvions jouer. À la place des séquenceurs, nous faisions des boucles avec les bandes magnétiques, nous avions des crayons avec les bandes déroulées dans le studio et nous enregistrions de manière à avoir un son mécanique de batterie. On faisait sonner les caisses claires comme des boîtes à rythmes et on faisait des boucles avec tout ».
L'album sort au début de l'année 1981 et est mal accueilli par la critique. Même la presse française, qui les a toujours soutenus jusque-là, ne comprend pas l'album. Le magazine de rock Best écrit : « Musicalement, leur hostie poly-vinylée est hélas plus dure à avaler. La première face du LP peut remplacer au pied levé toute une pharmacie de Tranxène et autre Valium ». Et pourtant, jusqu'à ce jour, les membres du groupe ont continué à défendre cet album incompris, Hugh Cornwell allant jusqu'à le désigner comme son album favori. Il le définira ainsi en 2001 : « Nous avions atteint une liberté d'expression, nous franchissions des barrières et essayions de nouvelles choses sans nous préoccuper des conséquences. C'était très excitant d'en être arrivés là ». L'album se classe dans les charts anglais à la 8e place, mais aucun des trois singles n'entre dans le top 40, pour la première fois depuis le début de leur carrière.

### Tournant pop (1981–1984)

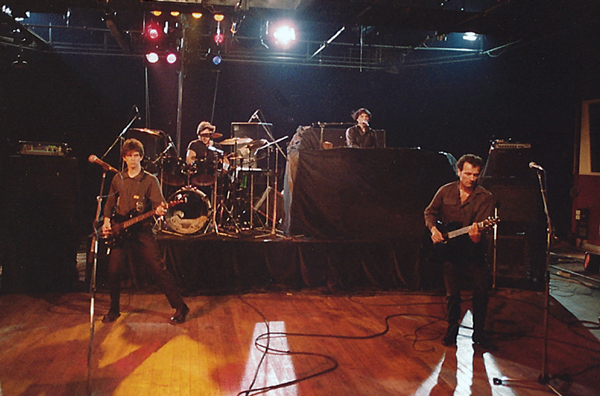
Les Stranglers pendant l'enregistrement de l'émission L'Écho des Bananes en septembre 1983.

Financièrement et moralement essorés, les Stranglers ont besoin de tourner la page. C'est chose faite avec leur 6e album, sorti à la fin de l'année 1981. La Folie amorce un virage plus léger, plus pop, à l'image du deuxième single Golden Brown, un de leurs plus grands succès qui s'exporte bien hors de Grande-Bretagne. Il leur faut pourtant forcer la main à leur label - qui ne croit pas à cette valse - pour qu'il accepte de sortir le single.
La Folie est, comme le précédent, un concept-album, construit autour du thème de l'amour sous toutes ses formes : l'amour de Dieu (Non Stop), l'amour des idoles (Everybody Loves You When You're Dead), les relations familiales (Let Me Introduce You to the Family) ou l'amour qui tourne au meurtre (La Folie). Quant à Golden Brown, les Stranglers ont longtemps été réticents à révéler de quoi parlait la chanson, JJ Burnel a même prétendu, dans un documentaire que leur a consacré la BBC, que la chanson parlait de toasts brûlés. Hugh Cornwell, qui est l'auteur des paroles, a fini par expliquer qu'elle fonctionnait « sur deux niveaux. C'est sur l'héroïne et aussi sur une fille. Elle était d'origine méditerranéenne et sa peau était marron doré. Ainsi la chanson parlait de la manière dont ma petite amie et l'héroïne me procuraient des moments de plaisir ».
Les critiques sont, une fois de plus, mitigées en Angleterre et très bonnes en France. Le magazine Best écrit : « Avec La Folie, le groupe repart sur de nouvelles bases, dévoilant une facette supplémentaire de son talent : celle de songwriters capables de tourner des mélodies d'une incroyable efficacité ». Preuve de sa nouvelle popularité en France, le groupe fait son apparition dans le sondage annuel effectué auprès de ses lecteurs par Best : le groupe se classe à la 16e place des meilleurs groupes, Jean-Jacques Burnel est le 12e instrumentiste (tous instruments confondus), et La Folie est classé 8e meilleur album pour l'année 81-82.

Epic Records, label des Stranglers de 1982 à 1990.

Déçu par l'attitude de leur nouvelle compagnie de disques (EMI a racheté United Artists en 1980), les Stranglers décident de ne pas renouveler leur contrat. Le label leur réclamant un 7e album, ils transigent sur un dernier single : Strange Little Girl, qui est un succès en Grande-Bretagne. Les Stranglers ont choisi, avec une certaine perversité, d'enregistrer ce titre qui faisait partie des démos refusées par vingt-quatre maisons de disques dont EMI en 1976. Ils optent ensuite pour le label Epic qui appartient à la multinationale CBS.
Leur premier album sur Epic sort en janvier 1983. Enregistré à Bruxelles, Feline est l'album le plus européen des Stranglers (et est marqué par son premier single extrait et tube European Female) : l'intention de départ était de marier des instruments qui représentaient l'Europe du Sud (les guitares acoustiques) avec des instruments illustrant l'Europe du Nord (les synthés et la batterie jouée en acoustique, mais dont les sons ont ensuite été synthétisés). Comme le souligne la critique parue dans Best, Feline « est sans doute le moins sombre de leurs disques ». Ce qui faisait le son caractéristique des Stranglers jusque-là, c'est-à-dire la basse vrombissante de JJ Burnel, les arpèges et le son d'orgue de Dave Greenfield, est « remplacé par quelque chose de plus subtil et de plus raffiné ». Hugh Cornwell dira en 2001 : « Je pense que nous avons réalisé sur Feline que nous étions un groupe ordinaire et que nous étions sortis de notre phase expérimentale. Nous avions fait un tour complet et voulions revenir à l'écriture de chansons et à une bonne production ».
Les fans – surtout anglais – sont un peu perdus, tandis que l'Europe continentale (Allemagne, Belgique, Norvège, Pologne) commence à succomber. En l'absence d'un classement officiel des albums en France (le top 50 n'apparaîtra qu'en 1984 et ne concerne que les 45 tours au début), il faut se fier aux dires de JJ Burnel, pour qui c'est l'album des Stranglers qui a le mieux marché en France. À l'automne 1983, le groupe embarque pour sa première vraie tournée française : quinze dates qui ont été précédées de trois concerts à Lyon, Strasbourg et Paris en février. C'est leur première réapparition sur le sol français depuis « l'incident » de Nice et le cataclysme médiatique qui s'est ensuivi.
L'album suivant, Aural Sculpture, est de nouveau enregistré à Bruxelles mais, pour la première fois depuis Black and White, les Stranglers font appel à un vrai producteur, Laurie Latham. L'intention des Stranglers est de produire un album orienté soul et Laurie Latham vient de produire un disque de « pop soul » qui a été un énorme succès en Grande-Bretagne : No Parlez de Paul Young. Alors que les Stranglers n'ont fait appel, jusque-là, qu'à deux musiciens extérieurs au groupe, c'est lui qui introduit une section de cuivres et des choristes noirs. Le résultat est un croisement « entre la synth-pop et la soul tendance Stax ». 

L'album sort en novembre 1984, les critiques sont partagées en Angleterre, mais le magazine Best le choisit comme album du mois et le résume ainsi : « Onze morceaux torrides et caustiques, souples et baraqués de nature, cocasses ou lyriques de tempérament. (...) Et une merveille torve de plus ». Son premier single Skin Deep rencontre un vrai succès en Angleterre comme au niveau international, cependant l'album ne parvient pas à rentrer dans le top 10 national mais, pour la première fois, il atteint le top 20 allemand et réussit également dans le reste de l'Europe.

### Derniers succès et dissensions (1985–1990)

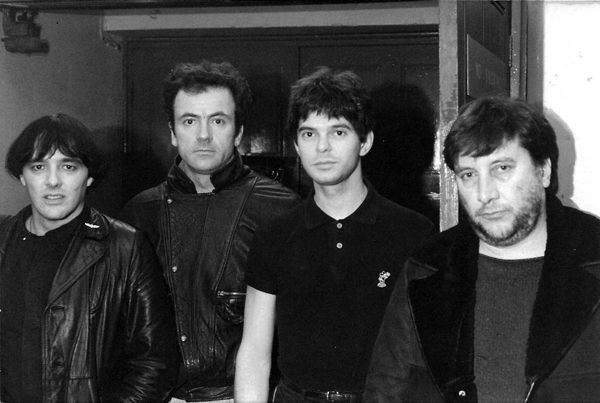
Les Stranglers dans les coulisses du Dominion Theatre de Londres en 1985.

Toutes les chansons étant créditées du nom du groupe, il a été difficile pendant longtemps de savoir qui faisait quoi. La sortie de leur biographie officielle, en 1997, a permis de découvrir que la majorité des chansons était issue de JJ Burnel et de Hugh Cornwell. Très proches au début du groupe, les deux front-men des Stranglers commencent à s'éloigner l'un de l'autre dans la deuxième moitié des années 1980. Hugh Cornwell prend un manager pour s'occuper de sa carrière personnelle, notamment de celle d'acteur dans laquelle il veut se lancer. De son côté, JJ Burnel passe de plus en plus de temps en France, notamment les deux mois d'été pendant lesquels tous les deux avaient l'habitude, jusque-là, de se réunir pour travailler les nouvelles chansons. Mais c'est un incident survenu au cours de la tournée de 1985 en Italie, au cours duquel JJ s'en prend physiquement à Hugh, qui altère progressivement leurs relations.
À partir de 1984, les albums s'espacent de plus en plus : il s'écoule presque deux ans entre Feline et Aural Sculpture et, de nouveau, deux ans entre Aural Sculpture et Dreamtime. De plus, quand les Stranglers rentrent en studio pour enregistrer leur 9e album avec Laurie Latham, ils ne sont pas prêts. Les sessions doivent être reportées pour laisser le temps au groupe de retravailler les chansons et c'est un nouveau producteur, Mike Kemp, qui est crédité sur Dreamtime. À l'époque, Hugh Cornwell déclare que c'est leur album le plus concerné par les problèmes sociaux : « On aurait pu l'appeler Les idéaux perdus ou Le viol de la Terre ». 

L'album sort en octobre 1986 et le deuxième single Always the Sun sera leur plus gros succès en France, se classant 15e des ventes, rencontrant aussi un certain succès international (il n'atteindra cependant que la 30e place en Angleterre). Décidé à conquérir l'Amérique, le groupe s'embarque, en avril 1987, pour leur plus grosse tournée nord-américaine depuis 1983, mais Dreamtime, seul disque du groupe à s'être jamais classé dans les charts US, monte péniblement à la 172e place, le 9 mai 1987.
Quatre ans s'écoulent de nouveau entre Dreamtime et 10. Entre-temps, le groupe sort un deuxième album live en 1988 et leur reprise de All Day and All of the Night, des Kinks, est un succès en Angleterre, atteignant le top 10. JJ Burnel et Dave Greenfield montent un groupe de reprises, les Purple Helmets, qui enregistre deux disques pour le label parisien New Rose et tourne en France et en Angleterre. On les verra notamment aux rencontres Trans Musicales de Rennes en décembre 1986. Et les deux auteurs-compositeurs des Stranglers publient chacun un album solo supplémentaire : Wolf pour Hugh Cornwell et Un jour parfait pour JJ Burnel. Mais Hugh est de plus en plus fatigué par l'agressivité et le besoin de controverse permanent de JJ. Pour JJ, c'est exactement le contraire : c'est Hugh qui s'est trop embourgeoisé.

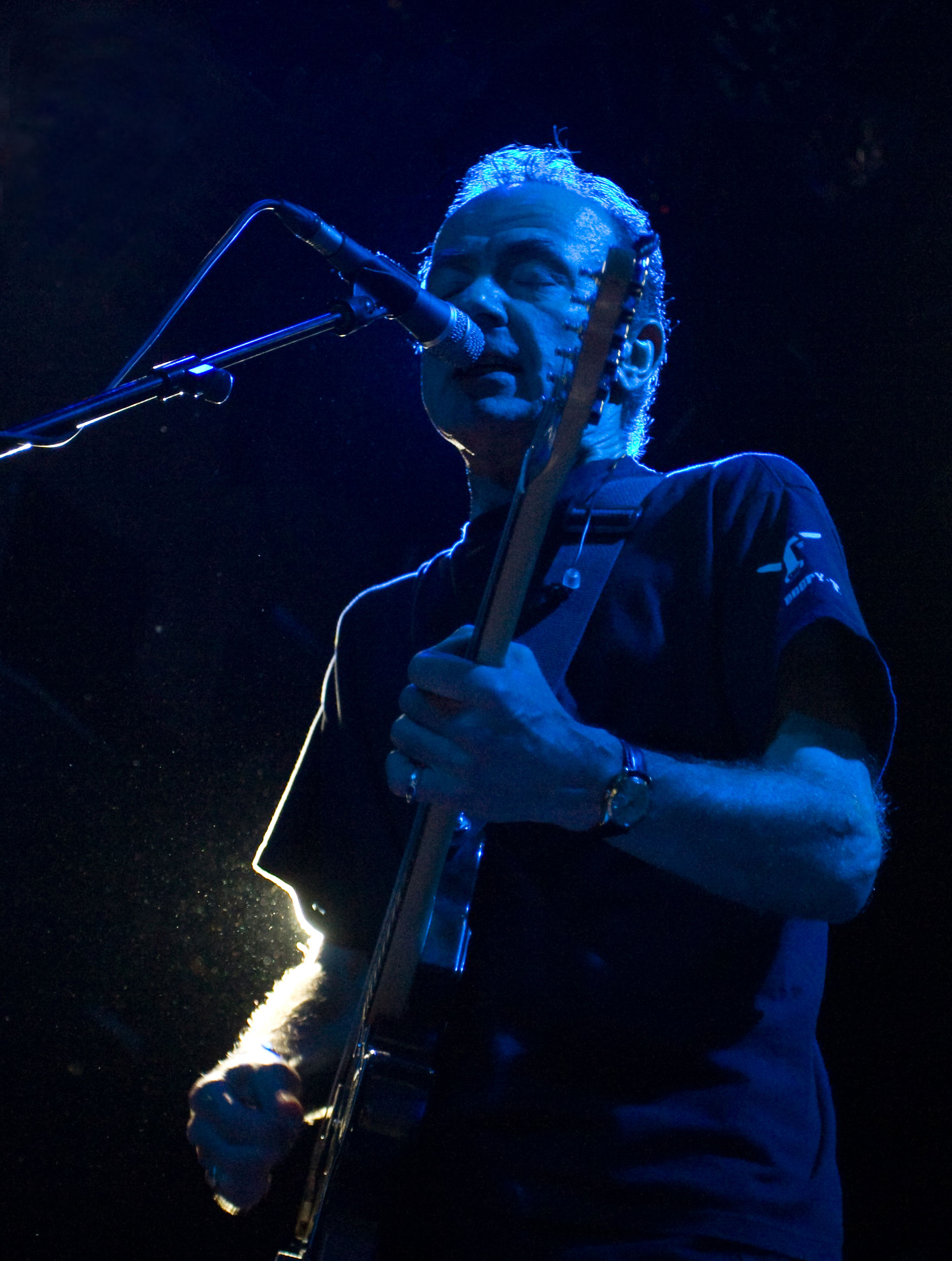
Hugh Cornwell quitte le groupe en 1990 et poursuit depuis une carrière solo.

Durant l'hiver 1988/1989, le groupe enregistre les démos de 10 avec Owen Morris, futur producteur d'Oasis, mais celles-ci ne satisfont pas le label. Epic les force à tout ré-enregistrer avec un producteur qu'il leur impose. Hugh Cornwell explique à ce sujet que « Roy [Thomas Baker] nous a été « vendu » sur l'affirmation qu'il pouvait produire le son que les Américains voulaient. Nous sentions, en tant que groupe, que la prochaine étape devait être les États-Unis. Nous avions une réputation de groupe culte là-bas, que nous pouvions développer avec le bon disque ». Le résultat n'est pas à la hauteur des espérances. Dave Greenfield juge l'album « sur-produit », Jet Black « assez sinistre », JJ Burnel « atrophié et ne menant nulle part ». Quant à Hugh Cornwell, qui a quitté le groupe en disant qu'ils avaient produit avec 10 leur meilleur album, il est un peu revenu sur son jugement dans le livre qu'il a écrit en 2001 : « Certaines des chansons étaient définitivement meilleures sur le premier enregistrement, particulièrement les chansons les plus sensibles ».

Cet album paraît au printemps 90 et même si son premier single (96 Tears, une reprise du groupe américain Question Mark and the Mysterians) rencontre le succès, 10 ne reste finalement classé que quelques semaines dans les charts ; et son second extrait, Sweet smell of success, est quant à lui un échec commercial.
Le groupe tourne en Angleterre et dans le reste de l'Europe une dernière fois, avec l'ex-Vibrators John Ellis comme second guitariste. Mais la tournée prévue aux États-Unis est annulée. Le 12 août 1990, après un dernier concert à l'Alexandra Palace filmé et édité en DVD, Hugh Cornwell quitte le groupe. Il s'est exprimé à plusieurs reprises sur les raisons de son départ et son discours a évolué dans le temps : « Nous venions juste de sortir ce que je pense être un des meilleurs albums des Stranglers et le concert à l'Ally Pally était tellement bon que j'ai pensé : eh bien, si je dois m'en aller, je ferais mieux de le faire, maintenant que j'ai l'avantage » (1990) ; « L'esprit du groupe n'était plus là. Nous revenions sur nos pas et l'attitude de la maison de disques envers le groupe n'était pas très bonne » (1993) ; « Il m'est devenu évident que ce que je faisais n'était pas apprécié [par JJ et Dave] et c'est là que j'ai commencé à penser : si je ne suis pas apprécié, j'irai travailler ailleurs » (2001) ; « Nous n'avions plus vraiment de relations. Les trois autres musiciens étaient mariés, ils avaient leur famille et on se retrouvait uniquement pour faire de la musique, ce qui me mettait mal à l'aise. C'était comme si j'allais au bureau » (2011). Depuis, Hugh Cornwell poursuit une carrière solo, enregistrant sept albums sous son nom. Une mauvaise nouvelle n'arrivant jamais seule, le groupe se fait congédier par son label. 

Fin 1990 est publiée une compilation (Greatest Hits 1977-1990) ; celle-ci ne connaît au départ qu'un succès limité mais entre à nouveau dans les classements nationaux début 1991, peut-être aidée à ce moment-là par la réédition promotionnelle du titre Always the Sun, dans une forme légèrement remixée, qui rencontre un certain succès. Cette compilation reste alors classée en Angleterre quasiment durant toute l'année 91, y atteignant le top 5 et devenant l'une des meilleures ventes de la formation britannique (certifiée disque de platine).

### Stranglers MK II (1991–2000)

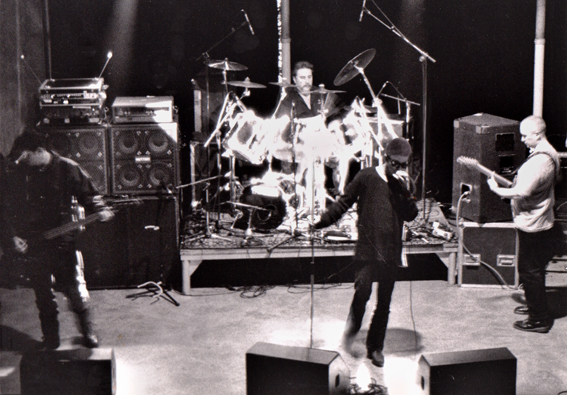
Les Stranglers en concert à Toulouse en 1995.

C'est tout naturellement que le groupe propose la place de guitariste à John Ellis, vieux compagnon de route de JJ Burnel qu'il a déjà accompagné sur sa tournée solo de 1979 et au sein du projet parallèle des Purple Helmets. À la fin de l'année 1990, les Stranglers font une apparition à la télévision anglaise avec John Ellis à la guitare et JJ au chant, pour une version accompagnée par des cuivres de Something Better Change.
Mais le groupe est à la recherche d'un chanteur à temps plein, à la fois pour suppléer au départ de Hugh Cornwell et pour prendre la place de JJ Burnel, qui a perdu confiance en son chant. Ils auditionnent plusieurs chanteurs connus, mais c'est un inconnu complet et fan de longue date qui obtient le poste. Paul Roberts est embauché en novembre 1990 et le nouveau groupe débute en concert le 22 février 1991.
Avec la nouvelle formation, ils enregistrent quatre albums, qui obtiennent notablement moins de succès que les dix précédents, et se replient sur la partie des fans qui leur est restée fidèle. Mais, pour beaucoup d'entre eux, Hugh Cornwell est et restera le guitariste et le chanteur emblématique des Stranglers. De la même manière, une grande partie de la presse leur tourne le dos, considérant que sans Hugh Cornwell, les Stranglers ne valent plus rien.
Les Stranglers MK II sortent leur onzième album In the Night en septembre 1992, sur leur propre label Psycho. Les deux nouveaux membres, John Ellis et Paul Roberts, contribuent activement à l'écriture et à la composition des chansons, ce qui injecte un souffle nouveau au groupe. Mais l'accueil n'est pas à la hauteur des albums précédents. Le magazine Best juge que « ne demeure que cette atroce impression de prolongation, de groupe qui joue la montre, qui fait du Stranglers en essayant de renouveler le genre ». En Angleterre, il se classe seulement à la 33e place et le groupe se sent un peu découragé. De plus, l'écart commence à se creuser entre anciens et nouveaux membres du groupe : la motivation des uns, qui ont tous plus d'une décennie de succès international derrière eux, n'est pas la même que celle des autres dont les groupes précédents n'ont jamais très bien fonctionné.
En 1993, sort N comme Never Again, l'album de la chanteuse Dani auquel trois des Stranglers ont activement collaboré : JJ Burnel à la production et à la basse, Dave Greenfield aux claviers et John Ellis à la guitare. Mais le disque, qui devait signer le retour de Dani à la scène, passe un peu inaperçu. Ce n'est pas la première fois que JJ Burnel retrouve ses racines françaises : il avait déjà participé en tant que bassiste à l'album de Jacques Dutronc, CQFD…utronc, en 1987.
About Time, le deuxième album des Stranglers MK II et le douzième du groupe, est publié en avril 1995 sur un label indépendant. Produit par Alan Winstansley, l'ingénieur du son des premiers temps, il marque un retour vers un son plus brut mais rencontre à peine plus de succès que le précédent avec une 31e place au Royaume-Uni. Les critiques sont toutefois un peu meilleures, le magazine Q notant : « les Stranglers sont revenus en forme après un long passage à vide depuis le départ de Hugh Cornwell. About Time ramène à la vie leur son de 77 ».
Written in Red, sorti en janvier 1997, est écrit principalement par Paul Roberts et John Ellis et produit par Andy Gill, ex-Gang of Four, qui introduit de nouvelles techniques d'enregistrement pas toujours au goût du groupe. Les critiques sont franchement mauvaises, le magazine Q jugeant cette fois que « MM. Burnel, Greenfield et Black, assistés par les vocaux pince-sans-rire de Paul Roberts et les guitares discrètes de John Ellis, se battent pour donner un sens à ce ramassis anonyme de chansons délivrées sans conviction ». L'album se classe seulement à la 52e place des charts britanniques.
JJ Burnel commence à se désintéresser des Stranglers. Il raconte ses difficultés à se mettre au travail pour l'écriture de cet album au magazine Best : « Un jour (...), j'ai pris ma moto et au lieu de me rendre à une répétition, je me suis retrouvé à Douvres et, comme j'avais mon passeport sur moi, j'ai filé jusqu'à Amsterdam, juste pour disparaître quelque temps. C'était une façon plutôt radicale de fuir les problèmes et surtout de ne pas me confronter à ce disque ». Dave Greenfield se sent mis de côté : « John et Paul arrivent maintenant avec des chansons finies et veulent qu'elles soient enregistrées telles quelles. Autrefois, les chansons étaient des catalyseurs ». John Ellis se défend en arguant : « J'ai l'impression que JJ et Dave ne sont pas aussi engagés qu'ils pourraient l'être et je l'entends personnellement sur les morceaux ».

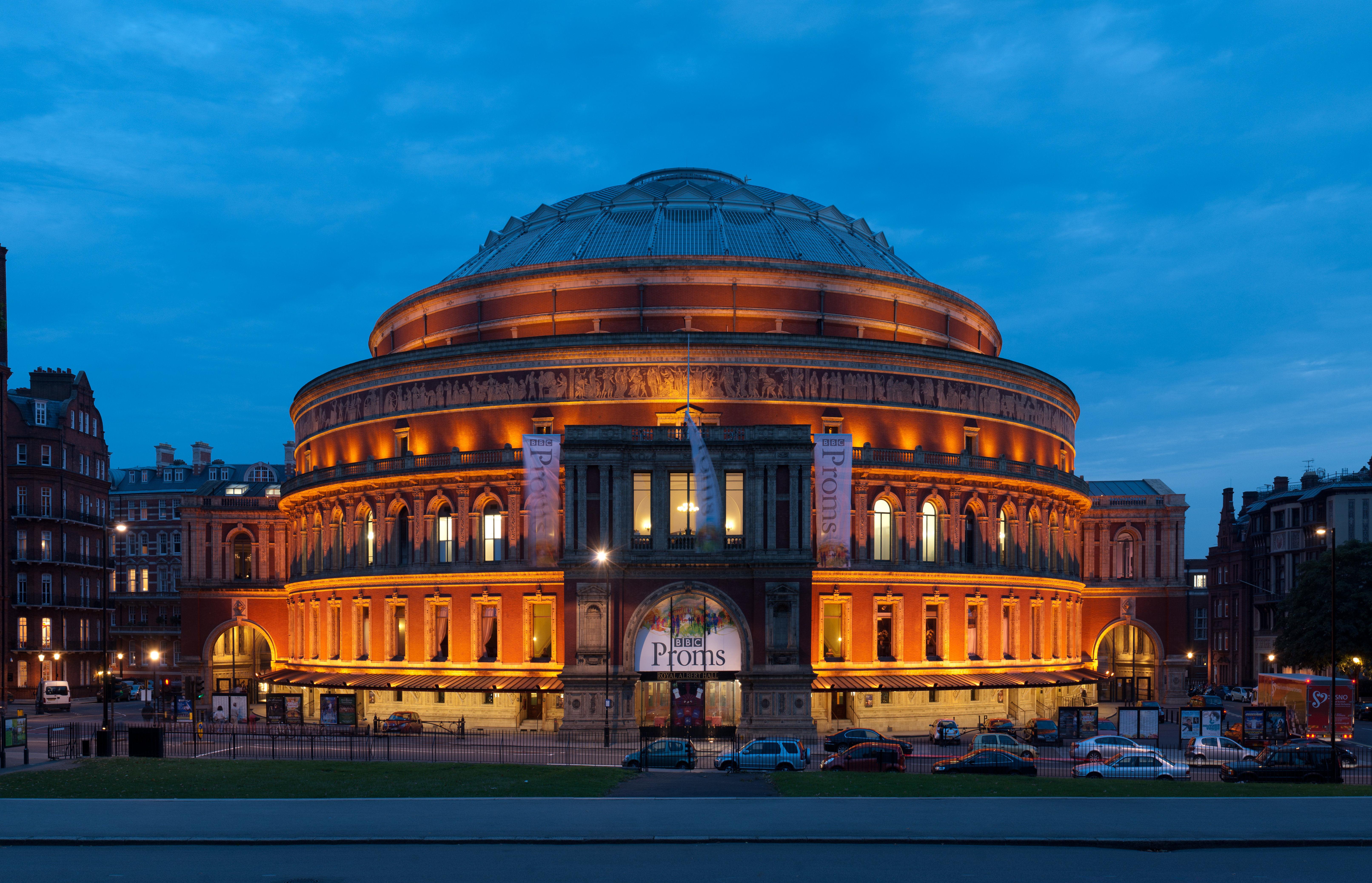
Le concert donné le 13 juin 1997 au Royal Albert Hall, à Londres, est filmé et enregistré, puis paraît sous le nom Friday the Thirteenth.

Après la sortie de cet album, les Stranglers signent avec le label Eagle Records qui est alors dans le giron de BMG. Cela signifie pour le groupe une meilleure visibilité. En juin de la même année, ils donnent un concert exceptionnel au Royal Albert Hall de Londres, une salle habituellement consacrée à la musique classique. Ils sont accompagnés pour l'occasion par un orchestre à cordes entièrement féminin, les Electra Strings. Le concert est filmé et enregistré et sort, en CD et en DVD, sur le nouveau label.
L'album studio suivant, Coup de Grace, qui représente un apport créatif plus important de JJ Burnel, est publié en octobre 1998. Il est encore plus mal reçu que les trois précédents, en n'atteignant qu'une 171e place dans le classement des ventes britanniques. Le New Musical Express lui octroie la note de 2 sur 10 et écrit : « Coup de Grace est un absolu, total non-sens du premier au dernier moment ; une molle sélection de chansons salies par des synthés dégoulinants et privées de l'esprit et du venin d'autrefois ».
En mars 2000, John Ellis quitte le groupe. JJ expliquera en 2005 que « John était certainement en train d'essayer de créer un nouveau groupe et j'ai autorisé ça pendant un certain temps. Même Dave ne voulait pas s'en mêler. Pour différentes raisons, il pensait que le processus d'enregistrement n'était pas de son ressort. J'en ai eu assez. John m'a trahi et j'ai perdu le plaisir ».
Durant toutes les années 1990, les presses anglaise et française se désintéressent globalement d'eux : les critiques sont au mieux mitigées quand on ne parle pas d'eux dans la rubrique « que sont-ils devenus ? ». Les ventes des nouveaux albums sont en net recul, même si les nombreuses compilations et rééditions couvrant la période 1977-1990 se vendent bien.

### Stranglers MK III (2000–2006)

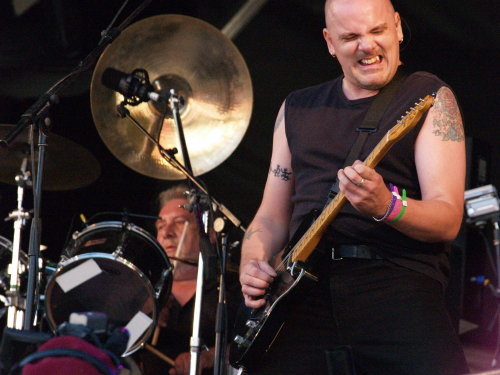
Baz Warne au Bestival 2006.

Pour remplacer John Ellis, le groupe fait appel, en avril 2000, à Baz Warne, ex-guitariste de Smalltown Heroes, que les Stranglers connaissent car ce groupe a fait leur première partie dans les années 1990. Plus jeune de douze ans que son prédécesseur, Baz apporte à l'ensemble un son plus contemporain et une nouvelle dynamique. De plus, c'est un adepte de la Fender Telecaster, la guitare qu'avait l'habitude d'utiliser Hugh Cornwell.
JJ et Baz se mettent rapidement à travailler ensemble sur ce qui deviendra l'album Norfolk Coast. En 1999, JJ Burnel s'était déjà isolé pendant cinq mois sur cette côte du Norfolk pour commencer à écrire de nouvelles chansons. Il raconte que l'inspiration lui est revenue subitement quand un site archéologique préhistorique est découvert à proximité de la maison qu'il a louée. Il écrit alors le titre Norfolk Coast qui donnera son nom et son orientation musicale à l'album.
Celui-ci est enregistré entre 2002 et 2003 et produit par Mark Wallis. Il sort en février 2004 chez EMI, qui a été suffisamment impressionné par l'écoute du disque pour faire une offre au groupe. C'est la première fois depuis 14 ans qu'un album des Stranglers profite d'une promotion et d'une distribution adéquates. La sortie d'un single (Big Thing Coming) accompagné d'une vidéo est même programmée. Là encore, ça ne s'était pas produit depuis 1997 et In Heaven She Walks.
Norfolk Coast signe le retour du son Stranglers : la basse est de nouveau mise très en avant et les claviers sont de retour. Bass Guitar Magazine souligne en particulier que le nouvel opus « rassemble des éléments de la plupart des albums enregistrés par les Stranglers depuis 30 ans ». C'est un succès : en Angleterre, Big Thing Coming rentre dans le top 40 pour la première fois depuis le remix d'Always the Sun en 1991. En France, l'album se classe dans les charts à une modeste 142e place, mais c'est la première fois depuis Dreamtime que le groupe y refait son entrée. Et les critiques suivent. Rock & Folk lui décerne quatre étoiles (sur cinq) et Guitarist écrit : « Oui les Hommes en noir sont enfin de retour et avec un album impressionnant ».
Le groupe tourne intensément pour promouvoir l'album : Royaume-Uni, Allemagne, Pays-Bas, Belgique, Grèce, Australie, Nouvelle-Zélande, Canada et un long passage en France. Cela fait plus de vingt ans que le groupe n'a pas donné autant de concerts en une année. Baz Warne et JJ Burnel se remettent aussitôt au travail pour le disque suivant et, moins de deux ans après la sortie du quinzième album, le groupe entre de nouveau en studio. Mais Paul Roberts décide de le quitter au milieu de l'enregistrement de Suite XVI : frustré artistiquement que ses chansons n'aient pas été retenues, il préfère désormais se consacrer à son groupe Soulsec. Il avait déjà exprimé en 2003 ses difficultés à trouver sa place, d'une formule laconique : « Il serait plus facile de remplacer Mick Jagger que Hugh Cornwell ».
Dans l'urgence, l'album est terminé avec les voix de JJ (sur 5 titres) et de Baz (sur 6 titres). Il est publié en septembre 2006, toujours chez EMI. Rock & Folk lui octroie de nouveau quatre étoiles et l'édition française du magazine Rolling Stone trois et demi, se justifiant ainsi : « Si ce seizième album n'est pas leur meilleur, il offre encore de beaux restes de pop agressive dont un hit, le burné The Spectre of Love et des ballades assez bizarroïdes et insolentes pour séduire (la valse contrariée de Bless You) ». L'album ne rentre, cependant, ni dans les charts britanniques ni dans les charts français,.

### Stranglers MK IV (depuis 2006)

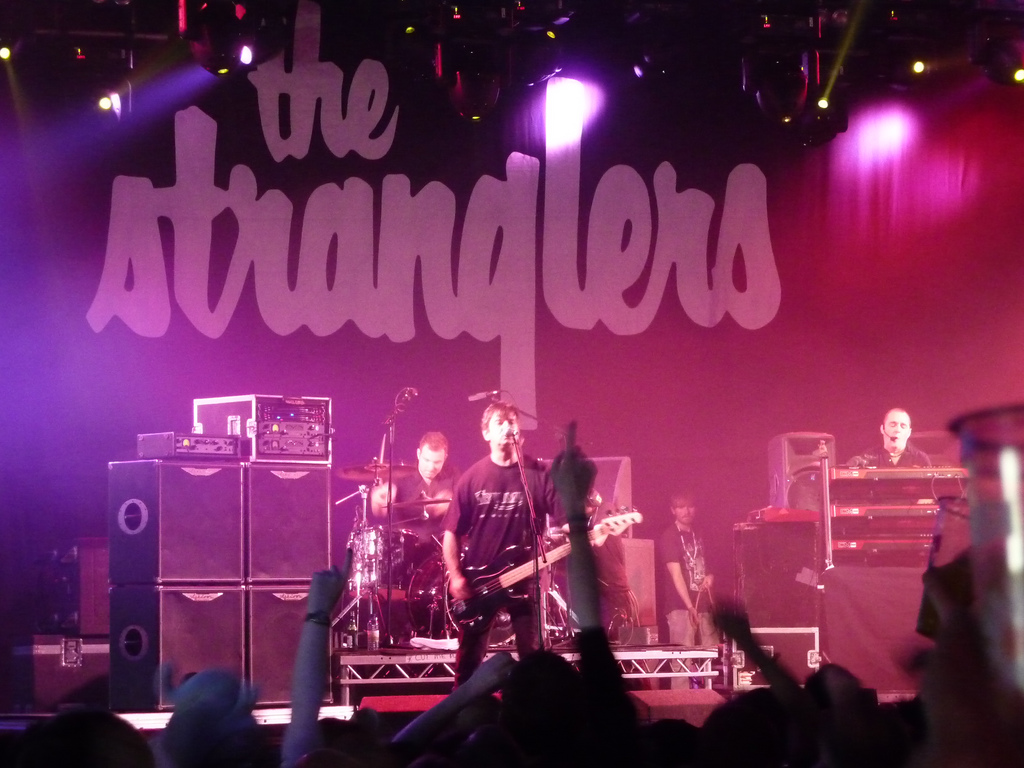
Les Stranglers en concert au festival T in the Park en 2008.

Plutôt que de ré-embaucher un chanteur, les Stranglers décident de revenir à la formule des débuts, le quatuor, ce qui implique que JJ Burnel recommence à chanter ses chansons et que Baz Warne prenne celles écrites par Hugh Cornwell et Paul Roberts.
Le long intervalle de six ans séparant le seizième du dix-septième album est mis à profit par le groupe pour tourner. Mais les problèmes de santé de Jet Black s'aggravent, le forçant à limiter ses apparitions, notamment à l'étranger. Il est alors généralement remplacé par son technicien Ian Barnard. Ce n'est pas la première fois que le batteur historique du groupe ne peut plus monter sur scène (les premiers ennuis remontent à 1987 lors d'une tournée aux États-Unis où Robert Williams doit le remplacer) mais jusqu'à présent, il est toujours revenu. En 2008, il fête son soixante-dixième anniversaire et JJ Burnel commence à évoquer la fin du groupe : « Je ne sais pas si les gens accepteraient un autre batteur », répond-il quand on lui parle de remplacement définitif.
Le dix-septième opus, Giants sort en mars 2012, cette fois-ci sous le propre label des Stranglers, Coursegood. Il est enregistré dans les studios du groupe avec le producteur maison Louie Nicastro. JJ Burnel le décrit comme le plus éclectique enregistré à ce jour. Il répond également à une volonté de simplicité dans la production, de manière à pouvoir être joué tel quel sur scène. La sortie de Giants confirme le retour en grâce des Stranglers aux yeux du public et des médias. Rock & Folk lui décerne quatre étoiles et conclut sa critique par : « Tout simplement un album géant qui dépote bien ses géraniums » tout en soulignant le côté non conventionnel du groupe : « À une époque où le copier-coller remplace bien souvent l'inspiration, il est plaisant de constater que certains groupes n'en font encore qu'à leur tête ». Par rapport au précédent album classé dans les charts britannique et français (Norfolk Coast), Giants fait même un peu mieux en grimpant à la 48e place en Angleterre et à la 82e place en France.
Pour promouvoir le disque, les Stranglers se lancent dans une longue tournée européenne au printemps 2012. Lors de la balance du concert d'Oxford, Jet Black est victime d'un malaise et doit être hospitalisé en urgence, relançant les spéculations sur l'avenir des Stranglers. L'année 2012 voit également la sortie de l'album Acoustic in Brugge, sur lequel le groupe revisite son répertoire de manière semi-acoustique, accompagné de Neil Sparkes (ex-Transglobal Underground) aux percussions. Cela fait dix ans que les Stranglers alternent entre les deux formules, depuis l'album Laid Black, enregistrement studio unplugged en 2002 jusqu'à la tournée de 2011 aux Pays-Bas et en Belgique.
Preuve de la confiance renouvelée dans le groupe, on les voit à nouveau, depuis quelques années, sur les scènes des grands festivals d'été : Glastonbury Festival (pour la première fois de leur carrière) et T in the Park en 2010, Benicàssim en 2011, Rock am Ring et île de Wight en 2012, où ils ont l'occasion de toucher un public plus jeune.
L'année 2013 s'ouvre avec la traditionnelle tournée anglaise de printemps sur laquelle la présence de Jet Black a fait l'objet d'un aménagement : la moitié du set est jouée par le batteur recruté dorénavant pour les tournées à l'étranger, Jim Macaulay, et l'autre moitié par un Jet Black remis de ses soucis de santé mais toujours fragile. En août, le groupe est invité à participer au principal festival de musique classique britannique, les Proms. Si l'on excepte la participation de Jeff Beck à un concert de Nigel Kennedy en 2008, c'est la première fois qu'un groupe de rock y est invité depuis Soft Machine en 1970. Ils jouent quatre morceaux de leur répertoire dont deux (Golden Brown et No More Heroes) font l'objet d'une orchestration par la compositrice Anna Meredith et sont interprétés avec le London Sinfonietta.
L’année 2014 les voit fêter leur quarantième anniversaire à l’occasion d’une tournée britannique baptisée Ruby Tour. Le spectacle qui dure deux heures, reprend des titres de chacun de leurs 17 albums studio, y compris des titres rares (Coup de Grace de l’album éponyme, Still Life tiré d’About Time ou Was it you ? de Dreamtime). Jet Black est toujours présent mais il ne joue plus que deux ou trois titres et encore, pas tous les soirs. Cet anniversaire est également l’occasion de diverses rééditions : le label Parlophone, émanation de Warner Records qui a racheté à EMI les droits de la plupart des albums des Stranglers l’année précédente, sort un coffret de 11 CD intitulé Giants and Gems. Le label Eagle re-édite en coffret trois albums de la période MKII et les Stranglers eux-mêmes, à travers leur label Coursegood, sortent une compilation de faces B de la période Epic intitulée Here & There.
Interrogé sur les chances de survie du groupe en cas de retraite de Jet Black, JJ Burnel répond à l’époque : « Je ne sais pas ce qui se passerait si Jet ne faisait plus partie de l’aventure. Sur le plan émotionnel, il représente toujours 25% du groupe et sur le plan du jeu, sa touche légère et jazzy est difficile à imiter. Il a apporté une culture différente au groupe que plus personne n’a. » Dans la même interview, Jet Black pousse le groupe à continuer : « Quand je serai mort, si le groupe peut continuer et évoluer, ça sera une bonne chose. Je serais très heureux dans ma tombe de savoir que ça se passe ainsi. Mais quand je m’arrêterai, ça sera très dur pour moi parce que ça voudra dire que je ne pourrai plus faire ce que j’aime le mieux. »
La tournée anglaise du printemps 2015 est la dernière occasion de voir sur scène le batteur historique des Stranglers, mais seulement les soirs où la scène est suffisamment grande pour accueillir deux kits. Jim Macaulay joue l’essentiel du concert et Jet Black, deux ou trois morceaux au tempo plus lent ou moins énergique. Finalement, après la retraite du batteur-fondateur, Macaulay reprend définitivement la suite. En 2017, il apparaît même pour la première fois sur les affiches du groupe (tournée Classic Collection).
Bien qu’il soit bien accepté par la plupart des fans, celui-ci fait très attention à ne pas donner l’impression qu’il a pris la place de son emblématique prédécesseur ; dans une de ses premières interviews, il déclare ainsi : « En fin de compte, Jet a toujours une forte présence dans les Stranglers et je ne voudrais pas empiéter là dessus. » Jet, quant à lui, garde un œil sur son jeune successeur et JJ Burnel annonce, dès 2015, qu’il le consultera sur la production future du groupe.
En préambule à la sortie du 18ème album, le groupe commence à jouer un nouveau titre intitulé Water sur la tournée britannique 2018. Trois autres apparaîtront ponctuellement par la suite : This Song Will Get me Over you, Payday et The Last Men on the Moon. L’enregistrement des cinq premiers titres se fait au cours du mois d’avril 2019, dans un studio loué à Oxford mais l’agenda chargé du groupe laisse peu de place à la continuation de l’enregistrement. Celui-ci reprend au début de l’année 2020, dans le studio du manager du groupe, mais est interrompu par l’épidémie de COVID 19 puis par la mort de Dave Greenfield en mai. Le groupe décide malgré tout de terminer l’album sans lui, en travaillant à distance et en ajoutant deux titres hommages au claviériste disparu.
C’est l’un de ces deux titres, And if you Should See Dave, qui sort en préambule à l’album, le 14 mai 2021. L’album Dark Matters est publié, quant à lui, le 10 septembre 2021. Il est produit par l'ingénieur du son des Stranglers, Louie Nicastro, et Dave Greenfield est présent sur huit des onze morceaux que contient le disque.

## Style musical
Un débat est toujours en cours pour savoir si les Stranglers ont appartenu au premier mouvement punk, celui qui a frappé l'Angleterre entre 1976 et 1977. À l'époque, la plupart des critiques musicaux les avaient accusés d'avoir pris le train en marche, profitant de l'effervescence qu'il y avait autour de la scène punk pour signer leur premier contrat avec une maison de disques. La majorité de ces journalistes contemporains du punk, qui avaient défendu le mouvement au moment où il est apparu et qui ont écrit des livres sur le sujet par la suite, n'ont pas modifié leur opinion (voir par exemple Jon Savage ou Julie Burchill et Tony Parsons). Mais la génération suivante de critiques musicaux (John Robb, Alex Ogg) qui ont vécu le punk en tant que spectateurs, a généralement un point de vue diamétralement opposé.
Les membres du groupe eux-mêmes reflètent des opinions contrastées. Hugh Cornwell voit le groupe comme étant à la marge : « Je ne nous vois pas comme des punks. Nous étions plus comme The Police et The Jam. Nous avions le côté énergique du punk, mais c'était trop malin, trop accompli pour être seulement ça. Nous étions à la marge du punk et c'est pourquoi nous avons pu survivre ». Tandis que JJ Burnel considère le groupe comme faisant partie du mouvement punk : « Je me voyais comme faisant partie de ça à ce moment-là, car nous fréquentions la même flore et la même faune. (...) J'aimerais penser que nous étions au minimum punks et même davantage ». Quant à Dave Greenfield, il venait de l'univers du rock progressif, c'est-à-dire exactement de ce que les punks abhorraient.
S'il est vrai que le son des Stranglers était différent de celui des autres groupes de l'époque (ils savaient jouer, ils avaient un orgue, ils s'aventuraient déjà en dehors du format des 3 minutes « couplet-refrain-couplet »), ils jouaient dans les mêmes clubs londoniens et partageaient souvent les mêmes scènes. Leur biographe, David Buckley, a écrit qu'ils étaient « le lien entre le pub rock et le punk rock ». Laissons le dernier mot à Captain Sensible des Damned : « Nous et les Stranglers, on était toujours mis à l'écart du groupe des punks à la mode. Je les admirais parce qu'ils n'en avaient rien à foutre. Il faut être honnête avec soi-même. Il y avait très peu de camaraderie entre groupes punks ».
C'est un journaliste du magazine Sounds, Chas de Whalley, un de leurs premiers supporters, qui les a surnommés les Punk Floyd pour exprimer la dualité des Stranglers de l'époque qui avaient à la fois l'énergie et la rage des groupes de la « nouvelle vague » et la complexité et l'ambition des groupes de rock progressif.

### Caractéristiques
Une des caractéristiques musicales des Stranglers est d'avoir quatre instruments qui jouent « en lead ». Parmi ces quatre instruments, on a beaucoup parlé du son de basse à la fois très mélodique et très agressif de JJ Burnel (par exemple sur Peaches), son qui a établi le standard pour toute une génération de bassistes après lui. Mais ce sont le plus souvent les claviers de Dave Greenfield qui jouent la mélodie principale. Si celui-ci a souvent été comparé à Ray Manzarek, il s'en est beaucoup distingué, notamment après sa conversion aux synthés, par une recherche permanente sur le son de ses claviers (de Nice 'n' Sleazy à Unbroken).
Jet Black, qui n'a pas oublié qu'il avait été un batteur de jazz, a un style dépouillé qui peut parfois devenir rythmiquement compliqué (par exemple sur Genetix). Il s'est mis, au fil des ans, à avoir une touche plus légère qu'un batteur de rock et joue parfois avec des balais. Quant au guitariste des débuts, Hugh Cornwell, son jeu sensible et original fait d'interventions ponctuelles qui viennent en contrepoint de la basse ou des claviers (le titre La Folie) plus que de vrais soli au sens où le rock l'entend habituellement, doit beaucoup à Robby Krieger. John Ellis et Baz Warne sont des guitaristes plus conventionnels.
La structure des morceaux s'éloigne souvent du traditionnel couplet-refrain-couplet avec l'introduction de longs passages instrumentaux en intro (le titre The Raven) ou en coda (Four Horsemen). Le groupe écrit également beaucoup d'instrumentaux (Another Camdem Afternoon), une tradition qui doit plus au rock progressif qu'au punk. Les Stranglers Mark I avaient l'habitude de terminer leurs albums par des morceaux qualifiés d'« épiques », une habitude empruntée aux Doors. L'exemple le plus parlant est représenté par Down in the Sewer à la fin de Rattus Norvegicus, un morceau qui fait près de huit minutes (une provocation en plein mouvement punk) et qui est découpé en quatre mouvements aux thèmes différents, comme une mini-symphonie.
Une autre de leurs particularités musicales est d'avoir utilisé le contrepoint dans la construction de leurs titres particulièrement sur les albums La Folie et The Raven. Les Stranglers se sont également amusés avec les structures rythmiques. La fausse valse que constitue Golden Brown en est un excellent exemple : au début, la chanson alterne entre trois mesures en 3/4 et une mesure en 4/4, contrairement à la valse classique qui est en 3/4.
Enfin, le groupe s'aventure fréquemment dans d'autres styles musicaux que le rock : le reggae (Peaches), le blues (Princess of the Streets), le rhythm and blues (Old Codger), la ballade (Don't Bring Harry), la valse (Waltzinblack), le jazz manouche (Cruel Garden), la soul (Laughing) ou la musique country (I Hate You).

### Évolution musicale
Les Stranglers se font un point d'honneur de changer de style à chaque album. JJ Burnel expliquait ainsi au moment de la sortie de l'album Aural Sculpture : « Nous prenons toujours le contre-pied de ce que l'on attend de nous. C'est notre politique. Commercialement, nous faisons toujours tout de travers mais c'est bon pour notre intégrité. (...) Je trouve que c'est vraiment malsain que certains groupes aient à jamais leur propre son. Quand tu entends Aural Sculpture pour la première fois, tu reconnais les Stranglers mais ce n'est pas le même son que Feline ou La Folie ».

### Composition et crédit des chansons
Toutes les chansons sont toujours créditées du nom du groupe, quel que soit l'apport de chaque musicien. En ce qui concerne les Stranglers Mark I et Mark IV, les paroles sont écrites par JJ Burnel, Baz Warne ou Hugh Cornwell et la musique initiée par l'un des trois et souvent retravaillée avec l'autre partenaire d'écriture. Puis « une fois que l'on a le squelette du morceau, on l'apporte à Jet et Dave qui mettent « la viande » dessus ». Ce choix revendiqué dès le départ est, selon JJ Burnel, une des explications de la longévité du groupe.

### Chant
Les Stranglers Mark I ont utilisé deux chanteurs principaux (Hugh Cornwell et JJ Burnel) et un accessoire (Dave Greenfield). Le choix d'avoir deux voix différentes remonte aux débuts du groupe quand Hugh Cornwell, à la recherche d'un bassiste qui soit aussi chanteur, avait en tête l'exemple des Beatles. Généralement, chacun des deux auteurs (JJ et Hugh) chantait ses textes, Dave Greenfield étant utilisé en appoint, sur des titres sur lesquels les deux autres instrumentistes avaient du mal à assurer en même temps chant et jeu. Mais il est arrivé que les deux auteurs des débuts s'échangent leurs textes pour des raisons pratiques ou parce que la voix de l'un convenait mieux à la chanson. Après le départ de Hugh, les Stranglers Mark II et III utilisent les services de Paul Roberts, chanteur à plein temps, qui chante alors ses textes ainsi que ceux écrits par JJ Burnel, Hugh Cornwell et John Ellis. Le retour à la forme quatuor voit Baz Warne reprendre les chansons et les parties de guitare de Hugh Cornwell, en plus de chanter ses propres textes. JJ Burnel et Dave Greenfield se remettent donc à chanter les titres qui leur étaient dévolus du temps du groupe originel.

## Paroles et image

### Thèmes abordés
Les Stranglers sont avant tout des observateurs, de la vie quotidienne (voir par exemple Everybody Loves You When You're Dead) comme de leur propre vie (Grip). Hugh Cornwell se décrit d'ailleurs dans son livre comme un « observateur des gens », tandis que JJ Burnel qualifie leurs chansons de « journalistiques ». Même leurs chansons plus politiques (Too Precious) témoignent d'un état de fait plus qu'elles ne sont des protest songs. Cette situation a un peu changé à partir des années 1990, sous l'influence de John Ellis et Paul Roberts, et à partir des années 2000, de JJ Burnel lui-même (Giants). Cette absence de parti pris politique leur a été souvent reprochée, notamment à leurs débuts, quand des groupes comme les Sex Pistols faisaient scandale avec Anarchy in the U.K. ou que les Clash appelaient à une White Riot.
Une partie des textes, essentiellement sur les premiers albums du groupe, est aussi traitée de façon métaphorique, avec par exemple Down in the Sewer, qui traite de la vie du groupe au moment de leurs premiers concerts londoniens et compare Londres à un égout.
Parmi leurs thèmes récurrents, on en trouve qui sont communs à beaucoup d'autres groupes contemporains ou plus anciens : les Stranglers ont décrit, à plusieurs reprises, la vie d'un groupe de rock dans toutes ses dimensions (fans, autres groupes, vie en tournée). Le thème rebattu - chez les groupes des années 1960-1970 - de la drogue, est abordée sur une demi-douzaine de chansons (Don't Bring Harry), tandis que la vision angoissée du futur, dans le contexte de la guerre froide ou en lien avec les avancées de la science, a donné lieu à plusieurs titres (Curfew). On retrouve également chez eux des préoccupations écologiques (Dreamtime) ou sociales. La guerre, notamment les deux guerres mondiales (Northwinds), mais aussi les guerres contemporaines (I Don't Agree), sont à l'origine de divers textes. Mais le thème qui les a le plus inspirés, c'est de loin les femmes (The Man They Love to Hate).
D'autres thèmes sont plus originaux ou sont traités de manière non conventionnelle. Ainsi, beaucoup de leurs chansons ont trait à l'occulte, notamment aux écrits de Nostradamus (Goodbye Toulouse). Les Men in black ont fait l'objet d'un album entier (The Gospel According to the Meninblack) et de quelques chansons à part (Big Thing Coming). La religion fournit soit le thème principal de la chanson (Second Coming), soit un thème accessoire. Il y a également beaucoup de références bibliques un peu partout dans l'œuvre des Stranglers. La vie dans l'ex-Union soviétique a été le sujet d'une « saga » assez obscure, puisqu'elle figure essentiellement sur des faces-B de 45 tours : les chroniques de Vladimir qui comprennent six épisodes (le premier a été enregistré en 1982, le dernier en 1992). Et quand ils consacrent un album à l'amour (La Folie), c'est pour en évoquer toutes les facettes et en souligner les difficultés (il n'y a aucune chanson d'amour à proprement parler sur cet album).

### Image

#### MenInBlacketFanInBlack

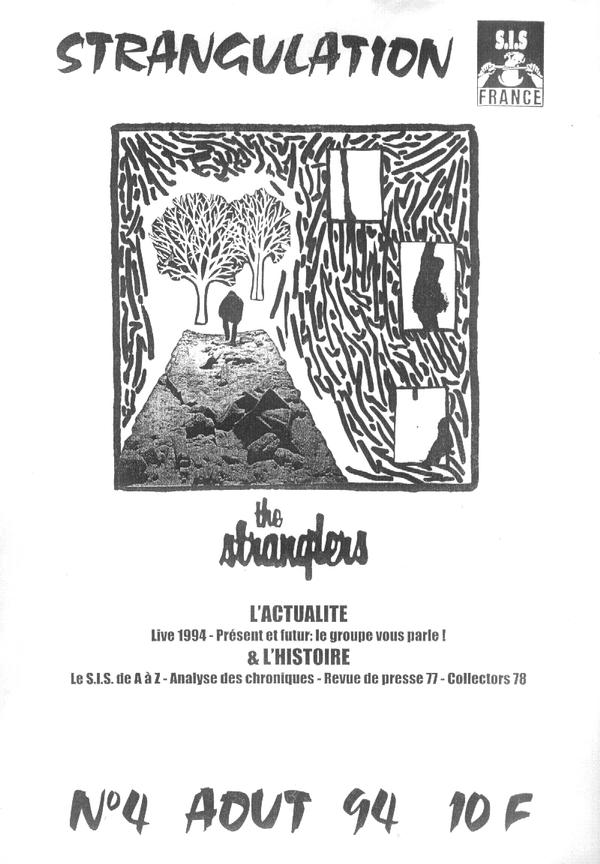
Un exemplaire de Strangulation, le fanzine du SIS France entre 1993 et 2000.

À la fin de l'année 1977, les Stranglers adoptent leur image définitive, celle qui consiste à s'habiller tout en noir et qui leur vaudra le surnom de MenInBlack. C'est à la fois un moyen de se détacher du reste du mouvement punk et de cesser de se faire attaquer par la presse sur leur look. Leurs fans suivent rapidement ce code vestimentaire et se donnent des surnoms sur le mode : (prénom)inblack.
Les Stranglers ont développé une relation particulière avec leurs fans : des Finchley Boys qui se battaient pour eux aux auteurs du webzine The Burning up Times qui décortiquent leurs œuvres depuis 2005, la relation a toujours été très proche tout en restant critique. Dans une interview de 2011, JJ Burnel décrit les fans des Stranglers comme étant des libre-penseurs et ajoute que « parfois, ils en ont ras le bol de nous et ils nous le disent clairement, ce qui est sain ». À l'inverse, les Stranglers n'ont jamais cherché à aller dans la direction qu'on attendait d'eux. JJ Burnel expliquait ainsi en 1985 à propos de l'introduction de cuivres sur la tournée anglaise : « On tenait aux cuivres, ne serait-ce que parce qu'on savait que ça ennuierait beaucoup de puristes des Stranglers. Pas question de les caresser dans le sens du poil, par honnêteté envers nous-mêmes et donc par rapport à eux ».
Dès 1977, les Stranglers établissent un « service d'information » (ils récusent le terme de fan-club) : le Stranglers Information Service ou SIS, qui existera jusqu'en 1997 et engendrera le SFS (Stranglers France Service). Le SIS édite Strangled, un fanzine puis un magazine consacré au groupe, qui est issu de la transformation du fanzine punk Sideburns fondé en 1976. Le magazine, auquel les membres du groupe contribuent activement à travers la rédaction d'articles ou l'interview d'autres artistes, cessera de paraître en 1995. Depuis 2010, les Stranglers animent un blogue où ils donnent un éclairage de l'intérieur sur la vie du groupe et, dans la tradition de Strangled, s'intéressent aussi à d'autres sujets.

#### Controverses
Entre 1976 et 1990, les Stranglers ont soulevé un certain nombre de polémiques dont certaines ne sont toujours pas éteintes : la première des accusations a été d'avoir fait preuve d'opportunisme au moment de l'apparition du mouvement punk, accusation qui, des années après, est devenue un peu obsolète. De même que le reproche de ne pas s'être engagé politiquement, contrairement à un groupe comme The Clash.
L'agitation qui régnait dans leurs concerts et qui faisait parfois fuir le public, a fini par se calmer dans les années 1990. Ils en avaient été bien souvent les otages consentants, en réagissant aux provocations et à la violence du public et en provoquant en retour plus de violence et de provocations. Mais parfois aussi, comme dans l'affaire de Nice en 1980, les Stranglers se sont retrouvés embarqués dans des histoires qui les ont dépassés : à la suite de l'annulation d'un concert à Cannes, ils avaient dû se rabattre sur l'université de Nice et avaient découvert sur place que les conditions matérielles ne leur permettaient pas de jouer. Le cocktail de propos énervés du groupe et d'un public frustré avait mis le feu aux poudres.
Leur très mauvaise relation avec la presse rock anglaise des années 1970-1980 est plus ambiguë qu'il n'y paraît, les Stranglers s'étant servis de leur mauvaise réputation comme d'une forme de publicité. Cela fait d'ailleurs dire à leur biographe que « leur talent pour manipuler les médias faisait paraître [le manager des Sex Pistols] Malcolm McLaren relativement convenable ». Cette publicité a fini par se retourner contre eux, ce que les deux ex-porte-parole du groupe ont reconnu par la suite. Hugh Cornwell explique : « Ça en était arrivé à un stade où les journalistes étaient plus intéressés pour parler de tel ou tel incident, et j'avais envie de leur dire : si on causait musique ? ». JJ Burnel constate : « Finalement, je pense que tous les scandales ont affecté notre succès. Nous serions devenus énormes si nous avions étouffé tout ça ou si nous ne l'avions pas fait. Mais alors, nous n'aurions pas été le groupe que nous étions et sommes encore ».
Finalement, la dernière polémique qui subsiste encore aujourd'hui concerne leur traitement des femmes. Le groupe a été précédé, pendant toute sa carrière, d'une réputation d'affreux misogynes, notamment à cause de certains titres des deux premiers albums (Peaches, London Lady, Sometimes) ou de l'habitude qu'ils avaient, au tournant des années 1980, de faire monter des strip-teaseuses sur scène. Le groupe s'en est défendu, plus ou moins mollement au début, avant de mettre les choses au point à partir des années 1990 parce qu'on leur posait encore la question. Ils ont rappelé la part d'humour qu'il y avait dans leur démarche et leur statut d'observateurs de la vie quotidienne.

#### Humour et provocation
On ne peut pas aborder ces controverses sans rappeler que les Stranglers avaient délibérément choisi la provocation pour faire passer leurs messages, dans la droite ligne de l'idéologie punk. JJ Burnel appelle cela « la vérité à travers la provocation ». D'autre part, ils ont fait usage d'un sens de l'humour particulier – parfois noir et sarcastique, parfois absurde et burlesque – dans les paroles de leurs chansons, leurs interviews et leurs concerts. Beaucoup de gens, journalistes ou spectateurs, ont été déroutés par cela, ne sachant trop quoi penser de ce qu'ils voyaient et entendaient.
Les concerts étaient, en particulier du temps des Stranglers Mark I, un moment où cet humour provocateur était particulièrement mis en valeur. Les premières parties étaient souvent inattendues au regard des autres concerts de rock, Hugh Cornwell lançait des vannes au public entre deux chansons et le groupe faisait des blagues sur scène. Avec le temps et l'apport de nouveaux membres, le déroulement des concerts est devenu plus classique.

## Postérité

### Influence
Groupe éclectique et inclassable, les Stranglers ont logiquement influencé une multitude de groupes ou d'artistes dans des genres aussi variés que le post-punk et la new wave (The Cure, U2, Joy Division/New Order), le rock gothique (Southern Death Cult/The Cult), la britpop (Oasis, Elastica, Supergrass), le mouvement madchester (Inspiral Carpets), le post punk revival (Kaiser Chiefs, Maxïmo Park, Libertines) et même le heavy metal (Therapy?) ou la musique électronique (The Prodigy). Golden Brown est également souvent repris par des artistes de jazz. En France, des groupes comme Marquis de Sade, Baroque Bordello ou Little Nemo se sont réclamés de leur influence dans les années 1980, et la nouvelle génération n'est pas en reste (la trilogie AS Dragon/The Film/Oh la la, Zenzile). A noter également que le nom du groupe new wave anglais A Flock of Seagulls est issu des paroles du titre A Toiler on the Sea.

### Adaptations
Leurs compositions ont été plusieurs fois réutilisées ou reprises : en 1999, par les groupes Therapy? (Nice 'n' Sleazy) et Violent Femmes (No More Heroes pour la bande originale du film Mystery Men) ; en 2001, par la chanteuse Tori Amos (Strange Little Girl) ; en 2004, par le groupe Tarmac sur son album live (Cruel Garden) ; en 2009, par Nouvelle Vague, Prong et Simple Minds (les trois pour une version de (Get A) Grip (On Yourself)). Plusieurs titres se retrouvent sur des bandes originales : en 2000, dans les films britanniques Snatch : Tu braques ou tu raques (Golden Brown) et Sexy Beast (Peaches) ; en 2008, dans la saison 2 de la série TV Clara Sheller (Golden Brown) ; en 2009, une version chantée par les acteurs de No More Heroes a été incluse dans la pièce Un cabaret Hamlet mise en scène par Matthias Langhoff d'après Shakespeare. En 2007, le jeu pour console Wii No More Heroes tire également son nom de l'album des Stranglers.

## Membres

### Membres actuels
- Jim Macaulay - batterie (depuis 2013)
- Jean-Jacques Burnel - chant, basse (1974-1990), basse (1991-2006), chant, basse (depuis 2006)
- Baz Warne - guitare (2000-2006), chant, guitare (depuis 2006)
- Toby Hounsham - chant, claviers (depuis 2021)

### Anciens membres
- Jet Black - batterie (1974-2022) (décédé en 2022)
- Hugh Cornwell - chant, guitare (1974-1990)
- Hans Warmling - guitare, claviers (1974-1975)
- Dave Greenfield - chant, claviers (1975-1990), claviers (1991-2006), chant, claviers (2006-2020) (décédé en 2020)
- John Ellis - guitare (1990-2000)
- Paul Roberts - chant (1991-2006)

## Discographie
La discographie des Stranglers comprend 18 albums studio, 15 albums live, de nombreuses compilations, 44 singles et EP (dont 8 sont des inédits ou figurent seulement sur des compilations) et 10 vidéos.

## Vidéographie
- The Video Collection : 1977-1982 (VHS : 1982, DVD : 2000)
- Screentime (VHS : 1986)
- The Meninblack in Colour 1983-1990 (VHS : 1991)
- The Old Testament (VHS : 1992)
- Friday the Thirteenth (VHS : 1997, DVD : 2003)
- Live at Alexandra Palace (DVD : 2000)
- Eurolive (DVD : 2002)
- Live at Shepherd's Bush Empire (DVD : 2008)
- Chorus (3 DVD : 2010)[221]
- Rattus at the Roundhouse (DVD : 2012)